# José Sócrates
José Sócrates Carvalho Pinto de Sousa (født 6. september 1957 i Vilar de Maçada, nær Vila Real) er en portugisisk politiker og generalsekretær for Socialistpartiet i Portugal. Han er uddannet civilingeniør. Han er skilt og har to børn.
Sócrates' parti vandt parlamentsvalget 20. februar 2005, og præsidenten i Portugal, Jorge Sampaio bad ham om at stifte ny regering. Sócrates dannede ny regering 12. marts 2005. Ved valget i 2009 genvandt har regeringsmagten. Den 23. marts 2011 trådte han tilbage efter, at regeringen ikke kunne gennemføre en spareplan igennem parlamentet. 
- Wikimedia Commons har flere filer relateret til José Sócrates

1. ↑  Navnet er anført på engelsk og stammer fra Wikidata hvor navnet endnu ikke findes på dansk.
2. ↑  Navnet er anført på engelsk og stammer fra Wikidata hvor navnet endnu ikke findes på dansk.
3. ↑  Navnet er anført på engelsk og stammer fra Wikidata hvor navnet endnu ikke findes på dansk.
4. ↑  Navnet er anført på engelsk og stammer fra Wikidata hvor navnet endnu ikke findes på dansk.
5. ↑  Navnet er anført på engelsk og stammer fra Wikidata hvor navnet endnu ikke findes på dansk.